# Jessica Olivares
Jessica Gloria Olivares Bendezu (ur. 30 lipca 1994 w Limie) – peruwiańska zapaśniczka walcząca w stylu wolnym. Zajęła dziewiętnaste miejsce na mistrzostwach świata w 2017. Piąta na igrzyskach panamerykańskich i mistrzostwach w 2015. Mistrzyni Ameryki Południowej w 2014, druga w 2015, trzecia w 2013. Złota medalistka igrzysk boliwaryjskich w 2013 roku. Absolwentka Uniwersytetu Narodowego w Callao.